# Nachtwächterhaus (Groß Bartensleben)

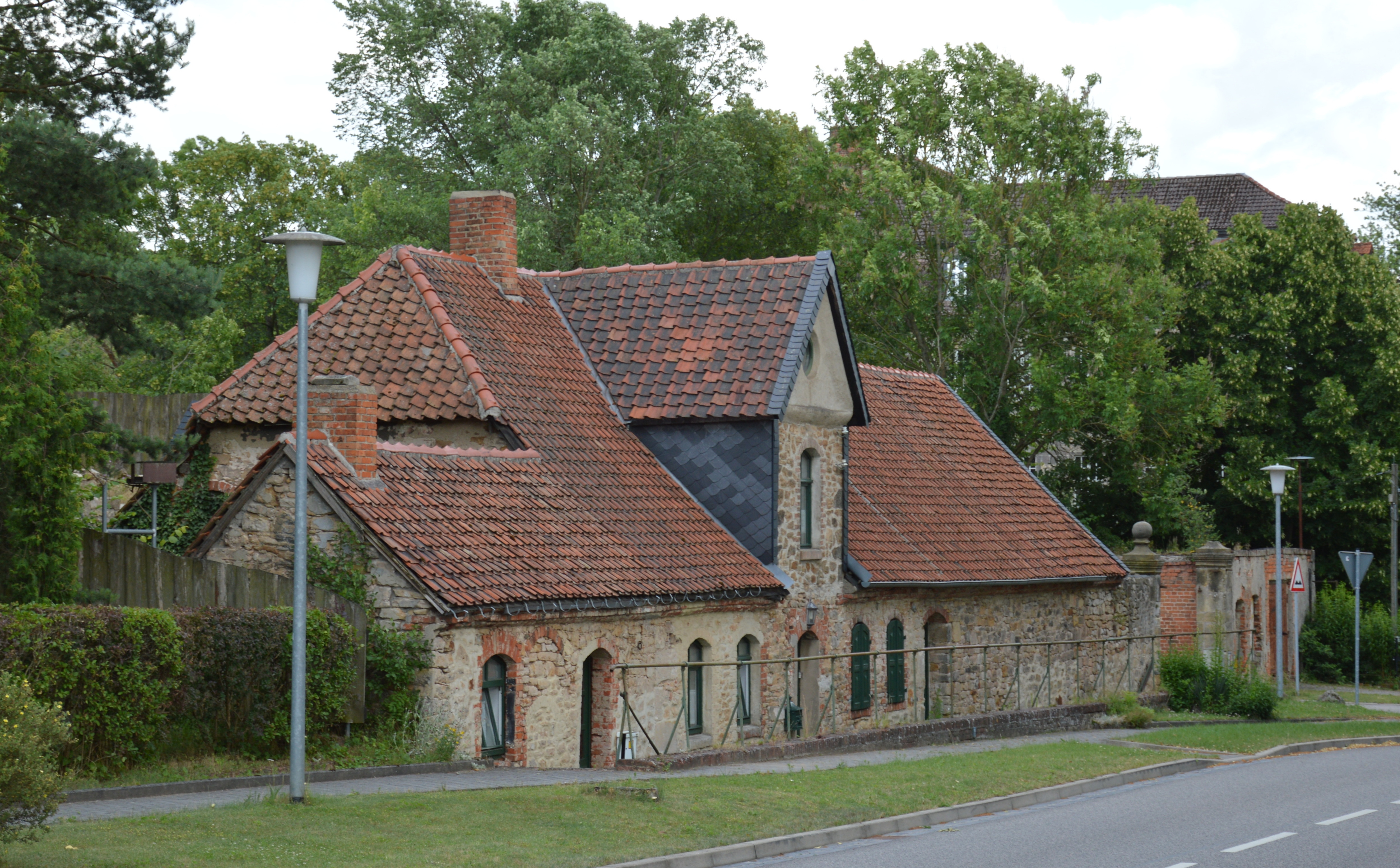
Nachtwächterhaus, Blick von Norden, 2016

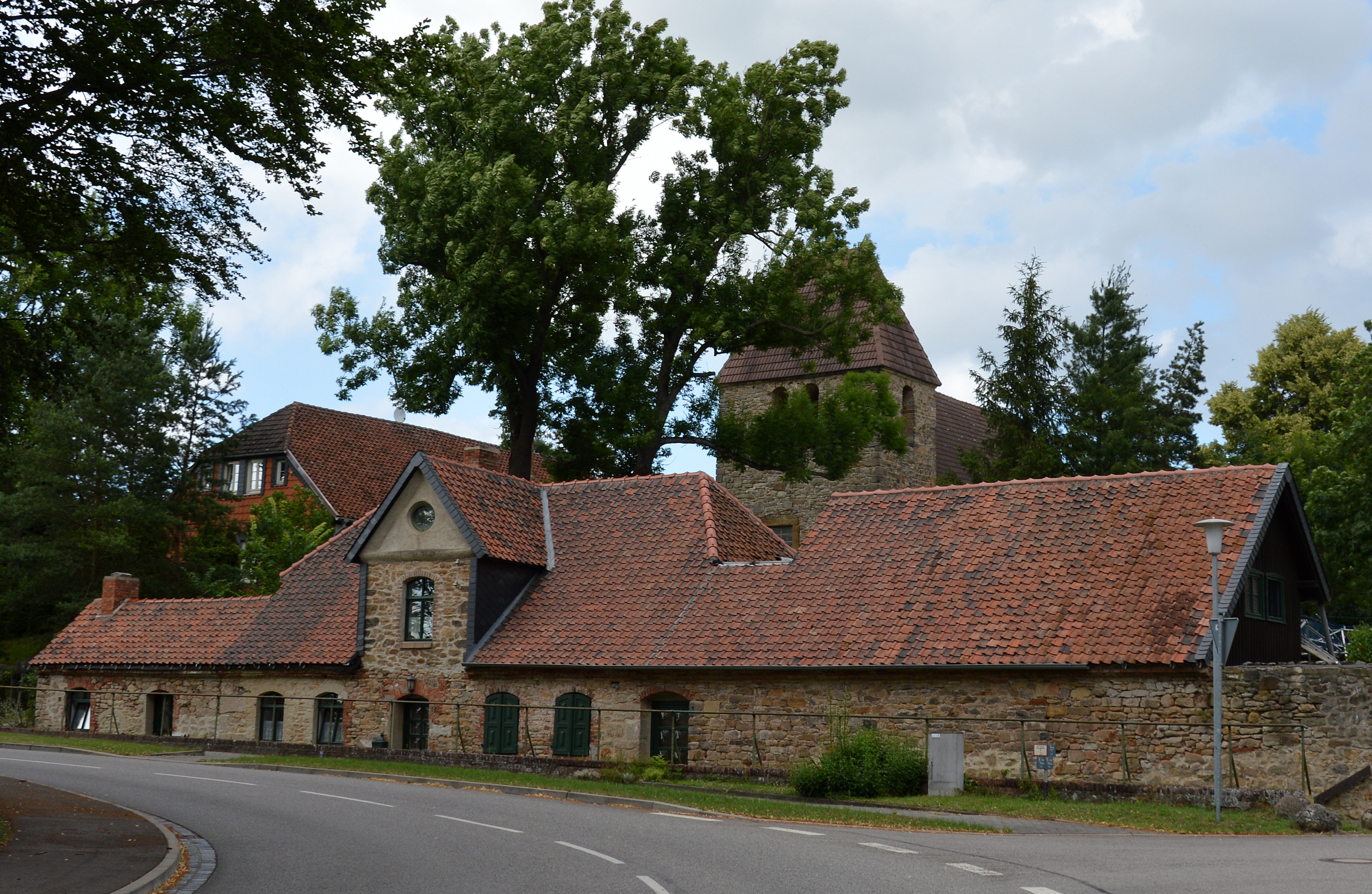
Blick von Südwesten

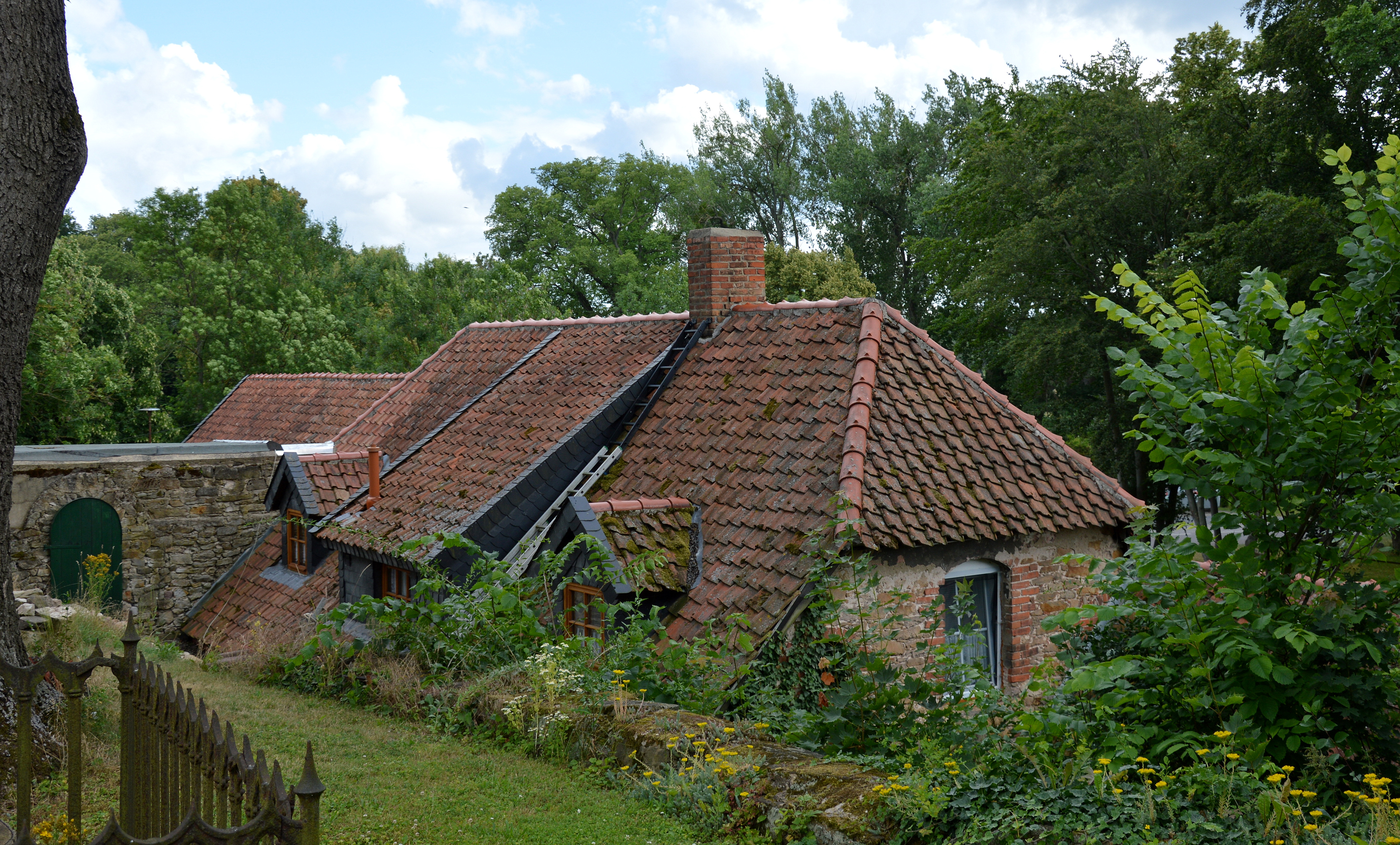
Rückseite

Das Nachtwächterhaus ist ein denkmalgeschütztes Wohnhaus im zur Gemeinde Erxleben in Sachsen-Anhalt gehörenden Dorf Groß Bartensleben.

## Lage
Es befindet sich auf der Westseite des Dorfes an der Ostseite der Dorfstraße unter der Adresse Dorfstraße 11. Östlich des Hauses befindet sich erhöht die Gutskirche Groß Bartensleben, südlich das Schloss Bartensleben sowie der Zugang zum Rittergut Groß Bartensleben.

## Architektur und Geschichte
Das eingeschossige langgestreckte Wohnhaus wurde im 18. Jahrhundert aus Bruchsteinen errichtet. Es diente als Wohnung des Nacht- und Torwächters am Eingang zum Bereich des benachbarten Schloss Bartensleben. Zur Straße hin besteht ein markantes Dachhaus. Direkt an das Haus angefügt ist ein Scheunen- und Stallanbau.
Im örtlichen Denkmalverzeichnis ist das Wohnhaus unter der Erfassungsnummer 094 84157 als Baudenkmal verzeichnet. Vermutlich versehentlich wird es dort als Kantorat bezeichnet.
Das Gebäude gilt städtebaulich, insbesondere wegen seiner verbindenden Funktion zwischen Schloss- und Dorfbereich, als besonders relevant. Darüber hinaus wird es als kultur- und baugeschichtlich wichtig eingeschätzt.